# Cyrtodactylus wangkulangkulae
Espèce
Cyrtodactylus wangkulangkulae est une espèce de geckos de la famille des Gekkonidae.

## Répartition
Cette espèce est endémique de la province de Satun en Thaïlande.

## Étymologie
Cette espèce est nommée en l'honneur de Sansareeya Wangkulangkul.

## Publication originale
- Sumontha, Pauwels, Suwannakarn, Nutatheera & Sodob, 2014 : Cyrtodactylus wangkulangkulae (Squamata: Gekkonidae), a new Bent-toed Gecko from Satun Province, southern Thailand. Zootaxa, no 3821 (1), p. 116–124.